# 日本の美術科設置高等学校一覧
日本の美術科設置高等学校一覧（にほんのびじゅつかせっちこうとうがっこういちらん）は、全国の「美術に関する学科」及び「芸術科美術コース（その他専門教育を施す学科扱い）」が設置されている高等学校の一覧である。
専門教科「美術」を中心に履修する 専門教育を主とする学科 が設置されている高等学校は本項目に掲載する。それ以外の学科・課程で専門教科「美術」を履修する場合において「芸術科美術コース（その他専門教育を施す学科扱い）」については「美術に関する学科」との区別を明確にした上で掲載する。
「普通科美術コース」については 普通科コース設置校 を、「総合学科」については 日本の総合学科設置高等学校一覧 を参照。専門教科「美術」を履修しない学科・課程は、本項目に含めない。

## 北海道
- 札幌大谷高等学校 - 美術科
- 北海道おといねっぷ美術工芸高等学校 - 工芸科

## 東北地方

### 青森県
- 青森県立青森戸山高等学校 - 美術科

### 岩手県
- 岩手県立不来方高等学校 - 芸術学系

### 宮城県
- 宮城県宮城野高等学校 - 美術科
- 東北生活文化大学高等学校 - 美術・デザイン科

### 福島県
- 郡山女子大学附属高等学校 - 美術科
- 福島県立福島西高等学校 - デザイン科学科

## 関東地方

### 茨城県
- 茨城県立取手松陽高等学校 - 美術科
- 茨城県立笠間高等学校 - 美術科

### 栃木県
- 作新学院高等学校 - 美術デザイン科

### 群馬県
- 群馬県立西邑楽高等学校 - 芸術科

### 埼玉県
- 埼玉県立芸術総合高等学校 - 美術科
- 埼玉県立大宮光陵高等学校 - 美術科
- 埼玉県立越生高等学校 - 美術科

### 千葉県
- 千葉県立松戸高等学校 - 芸術科
- 東京学館船橋高等学校 - 美術工芸科

### 東京都
- 東京都立総合芸術高等学校 - 美術科

### 神奈川県
- 神奈川県立相模原弥栄高等学校 - 美術科
- 神奈川県立上矢部高等学校 - 美術科
- 神奈川県立白山高等学校- 美術科

## 中部地方

### 新潟県
- 創進学園高等学校 -デザイン・アートコース

### 富山県
- 富山県立高岡工芸高等学校 - デザイン・絵画科

### 石川県
- 石川県立金沢辰巳丘高等学校 - 芸術コース
- 金沢学院大学附属高等学校 - 芸術デザインコース
- 小松市立高等学校 - 芸術コース（美術専攻）

### 山梨県
- 駿台甲府高等学校 - 美術デザイン科

### 長野県
- エクセラン高等学校 - 美術科
- 松本国際高等学校 - マンガ・アニメ科
- 松本第一高等学校 - 美術コース

### 岐阜県
- 岐阜県立加納高等学校 - 美術科

### 静岡県
- 静岡県立清水南高等学校 - 芸術科美術専攻
- 静岡県立浜松江之島高等学校 - 芸術科美術専攻
- 静岡県立沼津西高等学校 - 芸術科美術専攻
- 常葉大学附属菊川高等学校 - 美術デザイン科
- 浜松学芸高等学校 - 芸術科美術コース
- 藤枝順心高等学校 - 美術造形デザイン科
- 静岡県立御殿場高等学校 - 情報デザイン科

### 愛知県
- 愛知県立旭丘高等学校 - 美術科
- 東邦高等学校 - 美術科

## 近畿地方

### 三重県
- 三重県立飯野高等学校 - 応用デザイン科

### 滋賀県
- 滋賀県立栗東高等学校 - 美術科

### 京都府
- 京都市立美術工芸高等学校 - 美術工芸科
- 京都府立亀岡高等学校 -  美術・工芸専攻
- 京都精華学園中学校・高等学校 - 美術科
- 京都芸術高等学校 - 美術科

### 大阪府
- 大阪府立港南造形高等学校 - 総合造形科
- 大阪府立工芸高等学校 - 美術科
- 大阪成蹊女子高等学校 - 美術科
- 大阪府立咲くやこの花高等学校 - 造形系列

### 兵庫県
- 兵庫県立明石高等学校 - 美術科
- 夙川学院高等学校 - 美術科

### 奈良県
- 奈良県立高円高等学校 - 美術科・デザイン科（2021年募集停止）
- 奈良県立高円芸術高等学校 - 美術科・デザイン科
- 橿原学院高等学校 - 美術科

### 和歌山県
- 和歌山市立和歌山高等学校 - デザイン表現科

## 中国地方

### 島根県
- 出雲北陵高等学校 - 美術･CGデザインコース

### 広島県
- 広島市立基町高等学校 - 普通科創造表現コース

## 四国地方

### 徳島県
- 徳島県立名西高等学校 - 芸術科美術

### 香川県
- 香川県立高松工芸高等学校 - 美術

### 愛媛県
- 済美高等学校 - 美術科

### 高知県
- 高知県立岡豊高等学校

## 九州地方

### 福岡県
- 福岡県立太宰府高等学校 - 芸術科美術専攻
- 九州産業大学付属九州高等学校 - 造形芸術科
- 真颯館高等学校 - 美術デザイン科
- 筑陽学園高等学校 - デザイン科
- 明光学園高等学校 - 総合美術コース
- 福岡第一高等学校 造形科

### 佐賀県
- 佐賀県立佐賀北高等学校 - 芸術科

### 長崎県
- 長崎県立波佐見高等学校 - 美術・工芸科
- 長崎日本大学高等学校 - デザイン美術科

### 熊本県
- 熊本県立第二高等学校 - 美術科
- ルーテル学院高等学校 - 普通科芸術コース美術専攻
- 熊本市立必由館高等学校 - 普通科芸術コース美術系
- 熊本県立大津高等学校 - 普通科美術コース
- 熊本県立御船高等学校 - 普通科芸術コース
- 熊本中央高等学校 - 普通科芸術創造コース
- 熊本県立岱志高等学校 - 普通科美術工芸コース

### 大分県
- 大分県立芸術緑丘高等学校 - 美術科

### 宮崎県
- 宮崎日本大学高等学校 - 芸術学科

### 鹿児島県
- 鹿児島県立松陽高等学校 - 美術科

### 沖縄県
- 沖縄県立開邦高等学校 - 芸術科美術コース
- 沖縄県立首里高等学校 - 染織デザイン科